# Charlottenburg (Rumänien)

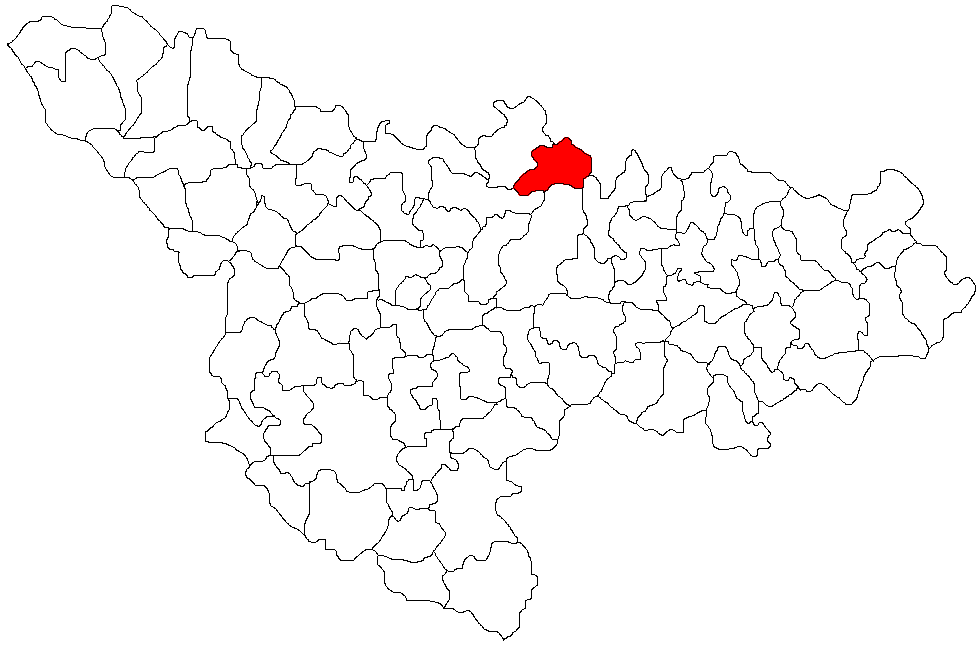
Lage der Gemeinde Bogata im Kreis Timiș

Charlottenburg oder Charlotenburg (rumänisch Șarlota; ungarisch Sarlotavár) ist ein Dorf im Westen Rumäniens, im rumänischen Banat. Es liegt auf einer Höhe von 165 m im Kreis Timiș am Westabhang der rumänischen Westkarpaten. Charlottenburg gehört zur Gemeinde Bogda (Neuhof) und hat etwa 200 Einwohner.
Die Religionszugehörigkeit der deutschen Bevölkerung war römisch-katholisch. Es wird bzw. wurde ein rheinfränkischer Fescht-Dialekt gesprochen.

## Lage
Charlottenburg liegt im Westen Rumäniens, im Kreis Timis und gehört zur Gemeinde Bogda.

## Nachbarorte
| Mașloc  | Alioș                                       | Zăbrani   |
| Fibiș   | Kompassrose, die auf Nachbargemeinden zeigt | Altringen |
| Pișchia | Recaș                                       | Ghizela   |

## Geschichte
Im Jahre 1718 – nach dem Passarowitzer Friedensschluss – wurde das Banat nach 164 Jahren türkischer Besatzung Österreich-Ungarn angeschlossen und als kaiserliche Kron- und Kammerdomäne der Wiener Reichsregierung unterstellt. Danach wurden im Banat deutsche Kolonisten angesiedelt; sie kamen in drei Abschnitten, den so genannten Schwabenzügen.
Charlottenburg wurde, wie alle Dörfer der heutigen Gemeinde Bogda, 1771 in der Zeit des Zweiten Schwabenzuges (1763–1772) erbaut. Diese Ortschaften haben ihre Entstehung hauptsächlich dem 1769 zum Präsidenten der k.k. Landesadministration ernannten Grafen von Clary-Aldringen zu verdanken. Erbaut wurden sie unter der Aufsicht von Carl Samuel Neumann Edler von Buchholt, Beamter im Salzkammeramt Lipova (Lippa).
Infolge des österreichisch-ungarischen Ausgleichs im Februar 1867 kam das Banat innenpolitisch unter ungarische Verwaltung. Es setzte eine gewaltige Magyarisierungswelle ein, die zu Beginn des 20. Jahrhunderts ihren Höhepunkt erreichte.
Am 4. Juni 1920 wurde das Banat infolge des Vertrags von Trianon dreigeteilt. Der größte, östliche Teil, zu dem auch Charlottenburg gehörte, fiel an das Königreich Rumänien.
Infolge des Waffen-SS Abkommens vom 12. Mai 1943 zwischen der Antonescu-Regierung und Hitler-Deutschland wurden alle deutschstämmigen wehrpflichtigen Männer in die deutsche Armee eingezogen.
Noch vor Kriegsende, am 14. Januar 1945, fand die Deportation aller volksdeutschen Frauen zwischen 18 und 30 und Männer im Alter von 16 bis 45 zur Aufbauarbeit in die Sowjetunion statt.
Das Bodenreformgesetz vom 23. März 1945, das die Enteignung der deutschen Bauern in Rumänien vorsah, entzog der ländlichen Bevölkerung die Lebensgrundlage. Der enteignete Boden wurde an Kleinbauern, Landarbeiter und Kolonisten aus anderen Landesteilen verteilt. Anfang der 1950er Jahre wurde die Kollektivierung der Landwirtschaft eingeleitet.
Durch das Nationalisierungsgesetz vom 11. Juni 1948, das die Verstaatlichung aller Industrie- und Handelsbetriebe, Banken und Versicherungen vorsah, fand die Enteignung aller Wirtschaftsbetriebe unabhängig von der ethnischen Zugehörigkeit statt.

## Grundriss
Der Ort ist ein regelmäßig angelegtes Runddorf, das einzige dieser Art im Banat. Der Innendurchmesser beträgt ca. 210 m. Francesco Griselini schrieb im Jahre 1780: "Die Anlage Charlotenburg, welches einen Kreis um eine im Mittelpunkt befindliche Maulbeerpflanzung macht, will mir besonders gefallen".
Heute ähnelt das Dorf eher einem Apfel: rund, mit einem geknickten Stiel, der für die Vorstadt steht. In der Mitte befinden sich die Kirche, die Schule und weitere vier Höfe. Zurzeit hat das Dorf 111 Einwohner. Viele der banat-schwäbischen Häuser wurden zu Ferienwohnungen umgebaut.

## Demographie
| 1880 | 298 | 31 | 31 | 224 | 12 |
| 1910 | 278 | 20 | 36 | 215 | 7  |
| 1966 | 213 | 70 | 18 | 125 | –  |
| 1977 | 179 | 62 | 10 | 79  | 28 |
| 1992 | 135 | 97 | 6  | 13  | 19 |
| 2002 | 111 | 99 | 1  | 6   | 5  |